# Industrija mašina i traktora
Industrija mašina i traktora (IMT) (ИМТ - Индустрија машина и трактора а.д. Београд) je srbski proizvajalec traktorjev in druge kmetijske opreme. Podjetje je bilo ustanovljeno leta 1947 v bližini Beograda kot "Centralna livnica". Leta 1949 so ustanovili na isti lokaciji še Metalski zavodi Aleksandar Ranković. Leta 1954 se skupno podjetje preimenuje v Industrija Traktora i mašina (ITM). Leta 1955 dobijo licenco za proizvodnjo traktorjev Massey Ferguson.Leta 1959 povečajo kapaciteto tovarne na 4000 traktorjev na leto. 
Leta 1965 tovarno preimenujejo v današnje ime "Industrija mašina i traktora (IMT)". Leta 1988 je tovarna proizvedla rekordnih 42000 traktorjev in 35000 strojev. 
Podjetje je po razpadu Jugoslavije začelo umirati in zatem doživelo stečaj. Po 1991 letu je na traktorjih pisalo Made In Serbia.

## Traktorji
- IMT 539S
- IMT 549S
- IMT 550S
- IMT 555S
- IMT 558
- IMT 533
- IMT 539
- IMT 536/546
- IMT 549
- IMT 550.11
- IMT 560
- IMT 565
- IMT 577
- IMT 590
- IMT 2050
- IMT 2065
- IMT 5106/5136
- IMT 5135
- IMT 577/587/597

## Galerija
- 1973 IMT 533 Deluxe
- IMT 539
- IMT 540 de Luxe
- IMT 560 de luxe z naprav za čiščenje korenja
- Vojaški IMT-577DV v bazi Batajnica